# فیسانز
فیسانز (انگلیسی: Fisons) شرکت صنایع شیمیایی بریتانیایی است، که در سال ۱۸۴۳ تأسیس شد.